# 1998–1999-es magyar férfi vízilabdakupa
Az 1998–1999-es magyar férfi vízilabdakupa a hetvenharmadik kiírás volt a versenysorozat történetében. A kupára tizenkét csapat nevezett. A győzelmet a Honvéd–Spartacus szerezte meg.

## Eredmények

### Selejtező
február 6, 13, 14, 17, 20.
A csoport
| Hely. | Csapat       | M | Gy | D | V | G+ | G– | Gk  | P | Továbbjutás vagy kiesés      |  | BVSC | VAS  | SZOL |
| ----- | ------------ | - | -- | - | - | -- | -- | --- | - | ---------------------------- |  | ---- | ---- | ---- |
| 1.    | BVSC         | 4 | 4  | 0 | 0 | 56 | 28 | +28 | 8 | Továbbjutott a negyeddöntőbe |  | —    | 21–6 | 15–8 |
| 2.    | Vasas SC     | 4 | 2  | 0 | 2 | 33 | 40 | −7  | 4 | Továbbjutott a negyeddöntőbe |  | 5–6  | —    | 14–8 |
| 3.    | Szolnoki MTE | 4 | 0  | 0 | 4 | 30 | 51 | −21 | 0 |                              |  | 9–14 | 5–8  | —    |

B csoport
| Hely. | Csapat           | M | Gy | D | V | G+ | G– | Gk  | P | Továbbjutás vagy kiesés      |  | HSP  | EGER | OSC  |
| ----- | ---------------- | - | -- | - | - | -- | -- | --- | - | ---------------------------- |  | ---- | ---- | ---- |
| 1.    | Honvéd-Spartacus | 4 | 4  | 0 | 0 | 55 | 23 | +32 | 8 | Továbbjutott a negyeddöntőbe |  | —    | 10–6 | 13–5 |
| 2.    | Egri VK          | 4 | 1  | 0 | 3 | 27 | 41 | −14 | 2 | Továbbjutott a negyeddöntőbe |  | 6–16 | —    | 8–9  |
| 3.    | Orvosegyetem SC  | 4 | 1  | 0 | 3 | 26 | 44 | −18 | 2 |                              |  | 6–16 | 6–7  | —    |

C csoport
| Hely. | Csapat      | M | Gy | D | V | G+ | G– | Gk  | P | Továbbjutás vagy kiesés      |  | UTE | SZEN | MAFC |
| ----- | ----------- | - | -- | - | - | -- | -- | --- | - | ---------------------------- |  | --- | ---- | ---- |
| 1.    | Újpesti TE  | 4 | 4  | 0 | 0 | 40 | 25 | +15 | 8 | Továbbjutott a negyeddöntőbe |  | —   | 8–7  | 16–7 |
| 2.    | Szentesi VK | 4 | 2  | 0 | 2 | 30 | 25 | +5  | 4 | Továbbjutott a negyeddöntőbe |  | 7–8 | —    | 8–4  |
| 3.    | MAFC        | 4 | 0  | 0 | 4 | 20 | 40 | −20 | 0 |                              |  | 4–8 | 5–8  | —    |

D csoport
| Hely. | Csapat          | M | Gy | D | V | G+ | G– | Gk  | P | Továbbjutás vagy kiesés      |  | FTC  | SZEG | BEAC |
| ----- | --------------- | - | -- | - | - | -- | -- | --- | - | ---------------------------- |  | ---- | ---- | ---- |
| 1.    | Ferencvárosi TC | 4 | 4  | 0 | 0 | 46 | 23 | +23 | 8 | Továbbjutott a negyeddöntőbe |  | —    | 9–4  | 16–6 |
| 2.    | Szegedi VE      | 4 | 1  | 0 | 3 | 25 | 35 | −10 | 2 | Továbbjutott a negyeddöntőbe |  | 6–11 | —    | 10–7 |
| 3.    | BEAC            | 4 | 1  | 0 | 3 | 28 | 41 | −13 | 2 |                              |  | 7–10 | 8–5  | —    |

### Negyeddöntő
február 26, 27.
| 1. csapat        | Össz. | 2. csapat   | 1. mérk. | 2. mérk. |
| ---------------- | ----- | ----------- | -------- | -------- |
| Honvéd-Spartacus | 23–13 | Egri VK     | 10–5     | 13–8     |
| Vasas SC         | 14–21 | BVSC        | 4–10     | 10–11    |
| Újpesti TE       | 24–10 | Szentesi VK | 15–4     | 9–6      |
| Ferencvárosi TC  | 27–13 | Szegedi VE  | 14–4     | 13–9     |

### Elődöntő
március 6, 8.
| 1. csapat  | Össz. | 2. csapat        | 1. mérk. | 2. mérk. |
| ---------- | ----- | ---------------- | -------- | -------- |
| BVSC       | 12–16 | Honvéd-Spartacus | 6–6      | 6–10     |
| Újpesti TE | 22–23 | Ferencvárosi TC  | 9–11     | 13–12h   |

### Döntő
| 1999. március 11. 19:30 | Honvéd-Spartacus                               | 7–6 | Ferencvárosi TC                             | Kőér utca Nézőszám: 1000 Játékvezetők: Székely Németh A. |
| 1999. március 11. 19:30 | (2–2, 1–2, 2–1, 2–1)                           |     |                                             | Kőér utca Nézőszám: 1000 Játékvezetők: Székely Németh A. |
| 1999. március 11. 19:30 | Bereczki 2 Bárány 2 Ofner 1 Tóth I. 1 Mányai 1 |     | Steinmetz B. 2 Kiss Cs. 2 Péter 1 Matajsz 1 | Kőér utca Nézőszám: 1000 Játékvezetők: Székely Németh A. |

| 1999. március 12. 19:30 | Ferencvárosi TC                                     | 7–7 | Honvéd–Spartacus                           | Komjádi uszoda Játékvezetők: Kosztolánczy Konrád |
| 1999. március 12. 19:30 | (1–0, 0–0, 2–0, 3–5, 0–1, 1-1)                      |     |                                            | Komjádi uszoda Játékvezetők: Kosztolánczy Konrád |
| 1999. március 12. 19:30 | Fodor 2 Steinmetz B. 2 Matajsz 1 Péter 1 Kiss Cs. 1 |     | Tóth I. 2 Sugár 2 Ofner 1 Bárány 1 Jäger 1 | Komjádi uszoda Játékvezetők: Kosztolánczy Konrád |

A Honvéd–Spartacus kupagyőztes csapatának tagjai: Bárány Attila, Bereczki Miklós, Bíró Balázs, Boncföldi András, Gombos Gábor, Jäger Gábor, ifj. Kenéz György, Mányai Roland, Nemes Gábor, Ofner Dániel, Takács Attila, Tory Zoltán, Tóth Imre, Sugár Sándor, vezetőedző: Kovács István